# Stonogobiops medon
Stonogobiops medon és una espècie de peix de la família dels gòbids i de l'ordre dels perciformes.

## Morfologia
- Les femelles poden assolir 5,3 cm de longitud total.
- Nombre de vèrtebres: 26.[4]

## Hàbitat
És un peix marí, de clima tropical i demersal que viu entre 22-35 m de fondària.

## Distribució geogràfica
Es troba al Pacífic oriental central: les Illes Marqueses.

## Observacions
És inofensiu per als humans.